# Vasilij Solomin
Vasilij Solomin, 5 januari 1953 i Perm-28 december 1997 i Perm, var en sovjetisk boxare som tog OS-brons i lättviktsboxning 1976 i Montréal. I semifinalen slogs han ut av Simion Cuțov från Rumänien med 0-5.